# Летње олимпијске игре младих 2018.
Летње олимпијске игре младих 2018. (шп. Juegos Olímpicos de la Juventud de 2018 ), званично познате као III летње олимпијске игре младих, а опште познате као Буенос Ајрес 2018., биле су међународна спортска, културна и образовна манифестација одржана од 6. до 18. октобра 2018. у Буенос Ајресу. Биле су то прве Олимпијске игре младих одржане ван Евроазије, и прве летње игре одржане ван Азије и прве које су одржане на западној и јужној хемисфери. То су биле друге Олимпијске игре одржане у Јужној Америци након Летњих олимпијских игара 2016. у Рио де Жанеиру.

## Надметање за организацију догађаја
Шест понуда је првобитно поднето за Летње олимпијске игре младих 2018. Буенос Ајрес је потврдио своју понуду у септембру 2011. Дана 13. фебруара 2013, МОК је изабрао Буенос Ајрес као један од три града кандидата за Летње олимпијске игре младих 2018. Друга два града кандидата били су Глазгов и Медељин. Гвадалахара и Ротердам нису успели да постану кандидати. Познањ је повукао своју понуду пре него што су изабрани градови кандидати.
Изборно гласање за град домаћина одржано је на седници МОК-а у Лозани. Резултати су били следећи:
| Град         | Земља     | 1. рунда | 2. рунда |
| Буенос Ајрес | Аргентина | 40       | 49       |
| Медељин      | Колумбија | 32       | 39       |
| Глазгов      | Шкотска   | 13       | –        |

## Развој и припрема

### Организација
У октобру 2013, председник Међународног олимпијског комитета (МОК) Томас Бах именовао је намибијског спринтера и четвороструког освајача сребрне олимпијске медаље Френкија Фредерикса за председника Координационе комисије за 3. летње Олимпијске игре младих — Буенос Ајрес 2018. Фредерикс је био на челу шесточлане Координационе комисије МОК-а коју је чинило неколико олимпијаца, укључујући Данку Бартекову, најмлађу чланицу МОК-а и младу амбасадорку са инаугурационих Олимпијских игара младих у Сингапуру 2010. године. Ову комисију су чинила још два члана МОК-а, Кинез Ли Лингвеј, победник три светска првенства у бадминтону, и Бери Мејстер, члан хокејашке репрезентације Новог Зеланда која је освојила златну олимпијску медаљу на Летњим олимпијским играма 1976. у Монтреалу ; и Адам Шарара, канадски председник Међународне стонотениске федерације, и Хенри Нуњез, шеф Националног олимпијског комитета Костарике. Заједно са њима радио је Организациони комитет Олимпијских игара младих Буенос Аиреса (БАЈГОК-BAYOGOC), који укључује члана Аргентинског олимпијског комитета (АОЦ), локалне владе и националне владе, а чији је извршни директор био Леандро Лароса. Локални организациони одбор укључује младе људе на свим нивоима организације; укључујући 'Комисију спортиста' и новоосновану 'Комисију за младе' – група младих консултаната које бира АОЦ из локалних школа и универзитета – и запослени у БАЈГОК-у од нивоа јуниора до нивоа директора. Први састанак Координационе комисије одржан је у Буенос Ајресу 27-28. септембра 2014.
Током јуна 2015. године, мала делегација Организационог комитета Олимпијских игара младих у Нанкингу (НИОГОК) посетила је Буенос Ајрес у низу радионица и семинара да би пренела своју стручност фокусирајући се на стратешке одлуке које треба донети у раним фазама, као што су наслеђе, употреба ИОГ да утиче на младе и спорт, и користи од ИОГ да ангажује заједнице. Генерални директори Сингапура 2010, Лилехамера 2016 и Инзбрука 2012 такође су учествовали на овим састанцима којима је председавао Френки Фредерикс.
Фудбалер и освајач златне олимпијске медаље Лионел Меси, иначе не из Буенос Ајреса, већ из Розарија, именован је за амбасадора 2018. године у марту 2014. и упутио је видео поруку добродошлице младим спортистима у Буенос Ајресу током Церемонија затварања Летњих олимпијских игара младих 2014. У децембру 2015. четворострука освајачица олимпијске медаље Лусијана Ајмар такође је именована за амбасадора Буенос Ајреса 2018. У јулу 2017, освајач златне олимпијске медаље Луис Скола именован је за амбасадора 2018 ИОГ.
Олимпијском програму у Буенос Ајресу 2018. први пут су се придружили БеМикс слободним стилом, кајтинг, крос кантри трчање, рукомет на песку, спортско пењање, карате, брејкденс  и ролање; и програм догађаја је имао повећану равнотежу полова. ФИФА је такође одлучила да замени фудбал футсалом на Олимпијским играма младих у Буенос Ајресу, док су други спортови као што је скејтбординг разматрани за програм. Брзо клизање на ролерима је уврштено у олимпијски програм 17. марта 2017.
Три године пре догађаја, истраживање је показало да је подршка јавности достигла 82,3 одсто у корист Олимпијских игара младих у Буенос Ајресу. Током друге посете Координационе комисије Међународног олимпијског комитета граду, 13. и 14. августа 2015. године, господин Фредерикс је истакао спровођење 13 препорука Агенде 2020 од стране БАЈОГОК-а.

### Места за одржавање
Првобитни план се заснивао на понуди за Летње олимпијске игре 2004. у којој је 15. км дуг Олимпијски коридор би функционисао уместо концентрисанијег Олимпијског парка. За кандидатуру Буенос Ајреса за Летње олимпијске игре младих 2018. Олимпијски коридор је адаптиран у Зелени коридор, једну од две главне спортске зоне као примарне локације Игара у Буенос Ајресу 2018, док је друга Парк Рока, на југу града. Зелени коридор и Олимпијски коридор делили су стадион Ривер Плејта, Тиро Федерал, Гимназија и Есгрима де Буенос Ајрес, Парке Трес де Фебреро, Бомбоњера, Ла Рурал и ЦеНАРД као места.
Како би се спортови груписали у компактнији оквир, у септембру 2014. откривен је нови концепт четири кластера, који је избацио просторе као што је Ла Рурал. Тада је најављено да ће сваки кластер обухватати простор под називом ИОГ ФЕСТ где ће се одвијати спортски доживљаји, породична забава и културне активности. Али на 129. седници МОК-а, у августу 2016. године, представљен је нови мастер план места, укључујући два нова самостална места, додајући још једном Ла Рурал и замењујући Парк Сармијенто са Текнополисом.
Чланови Међународног олимпијског комитета одсели су у хотелу Шератон, који се налази у округу Ретиро близу железничке станице Ретиро, једног од најважнијих саобраћајних чворишта у Буенос Ајресу.
Након бројних измена, у фебруару 2018. године представљен је дефинитивни план места за одржавање.
Церемонија отварања одржана је у Обелиску де Буенос Ајресу.

#### А. Грин Парк
У близини центра Буенос Ајреса који се протеже три километра дуж сликовитих обала реке Рио де ла Плата, ово подручје се одликовало низом паркова. Обухватао је барије Нуњез и Палермо. Палермо Вудс, веома популарно уточиште за портењо и посетиоце, било је место за триатлон и бициклизам.
До места која се налазе у Нуњезу се може доћи линијом Белграно Норте (на железничкој станици Киудад Универзитарија) или оближњом линијом Митре (на станици Нуњез ) или подземном линијом Д Буенос Ајреса (на станици Конгресо де Тукуман ). До места одржавања у Палерму се може доћи Митре линијом (станица Трес де Фебреро и Лисандро де ла Торе).

#### Б. Олимпијски парк
Смештен јужно од Буенос Ајреса, Рока Парк је огромна површина од 200 хектара у округу Виле Солдати, кварту који је био на мети локалне владе којој је потребан урбани развој. Једна од најзеленијих области у метрополи, налази се у близини градског парка и ауто-тркалишта у Буенос Ајресу. Парк, који је отворен 1980-их, има много спортских објеката и рекреативних објеката, укључујући легендарни атлетски стадион Рока Парк и тениски стадион Рока Парк. Ово подручје је такође било место Омладинског олимпијског села, одакле је 65 одсто спортиста могло да пешачи до својих места такмичења, а након догађаја то ће постати нова локација за ЦеНАРД.
Парк Полидепортиво Рока је у потпуности реновиран пре Летњих олимпијских игара младих 2018. како би се користио као главни олимпијски парк. Изграђено је шест павиљона: Азијски павиљон (џудо и рвање), Афрички павиљон (мачевање и савремени петобој), европски павиљон (карате и дизање тегова), павиљон Океаније (бокс и теквондо), павиљон Америке (гимнастика) и нататоријум. Комплекс такође укључује хокејашки и атлетски терен.
До Олимпијског парка се може доћи трамвајем Преметро на станици Сесилија Гријерсон или јужном линијом Метробуса.

#### В. Урбан Парк
Смештен источно од града, овај кластер заузима значајан део обале реке Рио де ла Плата и укључује старе докове Пуерто Мадеро као место за спортове на води. Веслачка такмичења су се одржавала на више од 500 метара, а не на уобичајених 2.000 метара.
До ове области се може доћи подземним линијама Буенос Ајреса А, Б, Д и Е.

#### Г. Техно Парк
Смештена западно од града и поред авеније Генерал Паз која означава границу града Буенос Ајреса, мега изложба науке, технологије, индустрије и уметности Технополис, површине 50 хектара, отворена је 2011. године и била је место одржавања четири спортска такмичења. Овој области се може приступити железницом Митро линије на станици Мигуелетес или линијом Белграно Норте на станицама Саведра или Падиља.

## Штафета
Атина (Грчка) - Ла Плата ( Буенос Ајрес ) - Парана ( Ентре Риос ) - Санта Фе ( Санта Фе ) - Игуазу ( Мисионес ) - Коријентес ( Коријентес ) - Хухуј ( Жухуи ) - Салта ( Салта ) - Тукуман ( Тукуман ) - Катамарка ( Катамарка ) - Ла Риоха ( Ла Риоха ) - Мендоза ( Мендоза ) - Сан Хуан ( Сан Хуан ) - Кордоба ( Кордоба ) - Неукен ( Неукен ) - Барилоче ( Рио Негро ) - Ушуаја ( Огњена земља ) - Буенос Ајрес Главни град савезне државе ) (Аргентина)

## Церемонија отварања
Церемонија отварања Летњих олимпијских игара младих 2018. одржана је у Обелиско де Буенос Ајресу 6. октобра 2018. у 20 часова по аргентинском времену.

## Спортови
На Летњим олимпијским играма младих 2018. било је 239 догађаја у 32 спорта. Одржано је 12 мешовитих екипних такмичења (мешовити-НОЦ), 9 мешовитих тимских такмичења (НОЦ), 1 отворена дисциплина (коњички), 113 мушких и 102 женске дисциплине.
- Водени спортови
  -  Роњење (4+1) (детаљи)
  -  Пливање (36) (детаљи)
- Стреличарство (2+1) (детаљи)
- Атлетика (36) (детаљи)
- Бадминтон (2+1) (детаљи)
- Кошарка (4) (детаљи)
- Рукомет на плажи (2) (детаљи)
- Одбојка на плажи (2) (детаљи)
- Бокс (13) (детаљи)
- Брејкденс (2+1) (детаљи)
- Кану (8) (детаљи)
- Бициклизам (4) (детаљи)
- Јахање (1+1) (детаљи)
- Мачевање (6+1) (детаљи)
- Хокеј на трави (2) (детаљи)
- Футсал (2) (детаљи)
- Голф (3) (детаљи)
- Гимнастика  (детаљи) 
  -  Акробатска гимнастика (1) (детаљи)
  -  Уметничка гимнастика (12+1) (детаљи)
  -  Ритмичка гимнастика (1) (детаљи)
  -  Трамбулина (2) (детаљи)
- Џудо (8+1) (детаљи)
- Карате (6) (детаљи)
- Модерни петобој (2+1) (детаљи)
- Трке ролерима (2) (детаљи)
- Веслање (4) (детаљи)
- Рагби седам (2) (детаљи)
- Једрење (5) (детаљи)
- Стрељаштво (4+2) (детаљи)
- Спортско пењање (2) (детаљи)
- Стони тенис (3) (детаљи)
- Теквондо (10) (детаљи)
- Тенис (5) (детаљи)
- Триатлон (2+1) (детаљи)
- Дизање тегова (12) (детаљи)
- Рвање (15) (детаљи)

### Табела освојених медаља
Од нација које су освојиле медаље на овим Играма, две нису освојиле олимпијску медаљу нити олимпијску медаљу младих, Хондурас и Света Луција. Бурунди, Исланд, Малезија, Маурицијус, Катар и Саудијска Арабија освојили су своју прву златну медаљу на Олимпијским играма/Олимпијадама младих, а претходно су освојили само сребрну и бронзану медаљу. Индија је освојила своју прву златну медаљу на Олимпијским играма младих. Авганистан, Алжир, Косово, Луксембург, Македонија, Маурицијус, Нигер, Филипини, Шри Ланка и Уједињени Арапски Емирати освојили су своје прве медаље на Олимпијским играма младих.
Организациони одбор не води званичан број медаља. Рангирање у овој табели је засновано на информацијама добијеним од Међународног олимпијског комитета (МОК) и у складу је са конвенцијом МОК-а у објављеним табелама медаља. Подразумевано, табела је поређана према броју златних медаља које су спортисти из једне нације освојили (у овом контексту, „нација“ је ентитет који представља Национални олимпијски комитет). Затим се узима у обзир број сребрних медаља, а затим број бронзаних медаља. Ако су нације и даље изједначене, даје се једнак ранг и оне се наводе по абецедном реду.
Додељене су две златне медаље за нерешено прво место у мешовитом БеМиксу. Као последица тога није додељена сребрна медаља. Додељене су две сребрне медаље за нерешено друго место у пливању дечака на 50 м лептир, ИКА Твин Тип трка за дечаке и ИКА Твин Тип трка за девојчице . Као последица тога није додељена бронзана медаља.
У новембру 2019. године, у дисциплини за девојчице +63 кг у дизању тегова, освајачица златне медаље на Тајланду била је позитивна на забрањену супстанцу, па јој је медаља одузета. Као резултат, Турска је уместо сребрне добила златну медаљу, Узбекистан са сребрну, а Нови Зеланд бронзану медаљу.
У џудоу (9), каратеу (6) и теквондоу (10) додељују се по две бронзане медаље у свакој дисциплини (укупно 25 додатних бронзаних медаља). Поред тога, додељене су две бронзане медаље за нерешено треће место у дисциплинама у пливању на 50 м лептир за девојчице и на 50 м слободно за девојчице.
  *   Домаћин ( Аргентина)
| Позиција    | Држава                    | Злато | Сребро | Бронза | Укупно |
| ----------- | ------------------------- | ----- | ------ | ------ | ------ |
| 1           | Русија                    | 29    | 18     | 12     | 59     |
| 2           | Кина                      | 18    | 9      | 9      | 36     |
| 3           | Јапан                     | 15    | 12     | 12     | 39     |
| –           | Мешани тимови             | 13    | 13     | 13     | 39     |
| 4           | Мађарска                  | 12    | 7      | 5      | 24     |
| 5           | Италија                   | 11    | 10     | 13     | 34     |
| 6           | Аргентина*                | 11    | 6      | 9      | 26     |
| 7           | Иран                      | 7     | 3      | 4      | 14     |
| 8           | Сједињене Америчке Државе | 6     | 5      | 7      | 18     |
| 9           | Француска                 | 5     | 15     | 7      | 27     |
| 10          | Украјина                  | 5     | 7      | 6      | 18     |
| 11          | Аустралија                | 4     | 8      | 4      | 16     |
| 12          | Узбекистан                | 4     | 5      | 5      | 14     |
| 13          | Тајланд                   | 4     | 5      | 2      | 11     |
| 14          | Колумбија                 | 4     | 3      | 3      | 10     |
| 14          | Казахстан                 | 4     | 3      | 3      | 10     |
| 16          | Куба                      | 4     | 0      | 2      | 6      |
| 17          | Индија                    | 3     | 9      | 1      | 13     |
| 18          | Уједињено Краљевство      | 3     | 4      | 5      | 12     |
| 19          | Немачка                   | 3     | 4      | 2      | 9      |
| 20          | Мексико                   | 3     | 3      | 6      | 12     |
| 21          | Чешка                     | 3     | 3      | 5      | 11     |
| 22          | Египат                    | 3     | 2      | 7      | 12     |
| 23          | Шведска                   | 3     | 2      | 1      | 6      |
| 24          | Грчка                     | 3     | 1      | 2      | 6      |
| 25          | Јужноафричка Република    | 3     | 1      | 1      | 5      |
| 25          | Нови Зеланд               | 3     | 1      | 1      | 5      |
| 27          | Кенија                    | 3     | 1      | 0      | 4      |
| 28          | Бразил                    | 2     | 4      | 7      | 13     |
| 29          | Румунија                  | 2     | 3      | 3      | 8      |
| 30          | Белгија                   | 2     | 3      | 2      | 7      |
| 31          | Турска                    | 2     | 2      | 7      | 11     |
| 32          | Словенија                 | 2     | 2      | 5      | 9      |
| 33          | Етиопија                  | 2     | 2      | 4      | 8      |
| 34          | Бугарска                  | 2     | 2      | 2      | 6      |
| 35          | Азербејџан                | 2     | 1      | 3      | 6      |
| 35          | Норвешка                  | 2     | 1      | 3      | 6      |
| 37          | Данска                    | 2     | 1      | 1      | 4      |
| 38          | Вијетнам                  | 2     | 1      | 0      | 3      |
| 39          | Молдавија                 | 2     | 0      | 0      | 2      |
| 39          | Катар                     | 2     | 0      | 0      | 2      |
| 39          | Венецуела                 | 2     | 0      | 0      | 2      |
| 39          | Малезија                  | 2     | 0      | 0      | 2      |
| 43          | Мароко                    | 1     | 5      | 1      | 7      |
| 44          | Јужна Кореја              | 1     | 4      | 7      | 12     |
| 45          | Грузија                   | 1     | 4      | 1      | 6      |
| 46          | Шпанија                   | 1     | 3      | 5      | 9      |
| 47          | Белорусија                | 1     | 3      | 3      | 7      |
| 48          | Нигерија                  | 1     | 3      | 0      | 4      |
| 49          | Еквадор                   | 1     | 2      | 2      | 5      |
| 50          | Португалија               | 1     | 2      | 0      | 3      |
| 51          | Аустрија                  | 1     | 1      | 7      | 9      |
| 52          | Литванија                 | 1     | 1      | 1      | 3      |
| 52          | Тунис                     | 1     | 1      | 1      | 3      |
| 52          | Словачка                  | 1     | 1      | 1      | 3      |
| 52          | Израел                    | 1     | 1      | 1      | 3      |
| 56          | Саудијска Арабија         | 1     | 0      | 2      | 3      |
| 57          | Доминиканска Република    | 1     | 0      | 1      | 2      |
| 57          | Финска                    | 1     | 0      | 1      | 2      |
| 57          | Јерменија                 | 1     | 0      | 1      | 2      |
| 57          | Уганда                    | 1     | 0      | 1      | 2      |
| 61          | Исланд                    | 1     | 0      | 0      | 1      |
| 61          | Бурунди                   | 1     | 0      | 0      | 1      |
| 61          | Маурицијус                | 1     | 0      | 0      | 1      |
| 64          | Алжир                     | 0     | 5      | 0      | 5      |
| 65          | Канада                    | 0     | 3      | 6      | 9      |
| 66          | Србија                    | 0     | 2      | 3      | 5      |
| 67          | Киргистан                 | 0     | 2      | 1      | 3      |
| 67          | Монголија                 | 0     | 2      | 1      | 3      |
| 69          | Холандија                 | 0     | 1      | 5      | 6      |
| 70          | Пољска                    | 0     | 1      | 3      | 4      |
| 71          | Кинески Тајпеј            | 0     | 1      | 2      | 3      |
| 71          | Швајцарска                | 0     | 1      | 2      | 3      |
| 71          | Порторико                 | 0     | 1      | 2      | 3      |
| 71          | Ирска                     | 0     | 1      | 2      | 3      |
| 71          | Хрватска                  | 0     | 1      | 2      | 3      |
| 76          | Замбија                   | 0     | 1      | 1      | 2      |
| 76          | Хонгконг                  | 0     | 1      | 1      | 2      |
| 76          | Јамајка                   | 0     | 1      | 1      | 2      |
| 79          | Света Луција              | 0     | 1      | 0      | 1      |
| 79          | Уједињени Арапски Емирати | 0     | 1      | 0      | 1      |
| 79          | Луксембург                | 0     | 1      | 0      | 1      |
| 79          | Филипини                  | 0     | 1      | 0      | 1      |
| 83          | Индонезија                | 0     | 0      | 1      | 1      |
| 83          | Нигер                     | 0     | 0      | 1      | 1      |
| 83          | Јордан                    | 0     | 0      | 1      | 1      |
| 83          | Република Косово          | 0     | 0      | 1      | 1      |
| 83          | Естонија                  | 0     | 0      | 1      | 1      |
| 83          | Шри Ланка                 | 0     | 0      | 1      | 1      |
| 83          | Хондурас                  | 0     | 0      | 1      | 1      |
| 83          | Еритреја                  | 0     | 0      | 1      | 1      |
| 83          | Република Македонија      | 0     | 0      | 1      | 1      |
| 83          | Авганистан                | 0     | 0      | 1      | 1      |
| 83          | Пакистан                  | 0     | 0      | 1      | 1      |
| Укупно (93) | Укупно (93)               | 240   | 241    | 263    | 744    |

## Учесници
- Укупно 206 земаља послало је најмање једног спортисту да се такмичи на Играма.
- Косово и Јужни Судан су дебитовали на Олимпијским играма младих.
- Било је то прво учешће Есватинија (раније познатог као Свазиленд ) под новим именом на неком олимпијском догађају.

| Земље учеснице |
| --- |
| - Авганистан (3) - Албанија (5) - Алжир (30) - Америчка Самоа (13) - Андора (8) - Ангола (1) - Антигва и Барбуда (5) - Аргентина (141) (домаћин) - Јерменија (8) - Аруба (7) - Аустралија (88) - Аустрија (41) - Азербејџан (17) - Бахаме (7) - Брунеј (4) - Бангладеш (13) - Барбадос (4) - Белорусија (37) - Белгија (32) - Белизе (2) - Бенин (3) - Бермуди (3) - Бутан (3) - Боливија (18) - Босна и Херцеговина (6) - Боцвана (3) - Бразил (79) - Британска Девичанска Острва (3) - Брунеј (3) - Бугарска (24) - Буркина Фасо (4) - Бурунди (5) - Камбоџа (3) - Камерун (16) - Канада (72) - Зеленортска Острва (3) - Кајманска Острва (3) - Централноафричка Република (2) - Чад (2) - Чиле (44) - Кина (82) - Колумбија (53) - Комори (3) - Демократска Република Конго (5) - Конго (2) - Кукова Острва (1) - Костарика (17) - Хрватска (36) - Куба (19) - Кипар (6) - Чешка (53) - Данска (12) - Џибути (5) - Доминика (4) - Доминиканска Република (20) - Источни Тимор (2) - Еквадор (29) - Египат (68) - Салвадор (4) - Екваторијална Гвинеја (3) - Еритреја (9) - Естонија (23) - Свазиленд (3) - Етиопија (11) - Фиџи (3) - Финска (25) - Француска (99) - Габон (4) - Гамбија (5) - Грузија (15) - Немачка (75) - Гана (5) - Уједињено Краљевство (43) - Грчка (33) - Гернзи (4) - Гвам (4) - Гватемала (9) - Гвинеја (3) - Гвинеја Бисао (2) - Гвајана (4) - Хаити (3) - Хондурас (4) - Хонгконг (25) - Мађарска (79) - Исланд (9) - Индија (46) - Индонезија (17) - Иран (49) - Ирак (15) - Ирска (17) - Израел (19) - Италија (83) - Обала Слоноваче (3) - Јамајка (12) - Јапан (91) - Јордан (12) - Казахстан (58) - Кенија (19) - Кирибати (2) - Република Косово (5) - Кувајт (2) - Киргистан (13) - Лаос (4) - Летонија (19) - Либан (3) - Лесото (2) - Либерија (2) - Либија (2) - Лихтенштајн (3) - Литванија (15) - Луксембург (10) - Република Македонија (6) - Мадагаскар (4) - Малави (4) - Малезија (20) - Малдиви (3) - Мали (3) - Малта (4) - Маршалска Острва (5) - Мауританија (2) - Маурицијус (25) - Мексико (93) - Савезне Државе Микронезије (3) - Молдавија (17) - Монако (5) - Монголија (11) - Црна Гора (2) - Мароко (20) - Мозамбик (6) - Мјанмар (2) - Намибија (11) - Науру (5) - Непал (3) - Холандија (41) - Нови Зеланд (61) - Никарагва (4) - Нигер (3) - Нигерија (17) - Северна Кореја (5) - Норвешка (16) - Оман (5) - Пакистан (3) - Палау (2) - Палестина (4) - Панама (16) - Папуа Нова Гвинеја (4) - Парагвај (26) - Перу (16) - Филипини (7) - Пољска (71) - Португалија (41) - Порторико (22) - Катар (5) - Румунија (34) - Русија (93) - Руанда (3) - Сент Китс и Невис (2) - Света Луција (3) - Сент Винсент и Гренадини (6) - Самоа (17) - Сан Марино (4) - Сао Томе и Принсипе (4) - Саудијска Арабија (9) - Сенегал (4) - Србија (16) - Сејшели (3) - Сијера Леоне (4) - Сингапур (18) - Словачка (33) - Словенија (26) - Соломонова Острва (12) - Сомалија (2) - Јужноафричка Република (70) - Јужна Кореја (28) - Шпанија (85) - Шри Ланка (13) - Судан (2) - Јужни Судан (3) - Суринам (3) - Шведска (18) - Швајцарска (41) - Сирија (3) - Кинески Тајпеј (59) - Таџикистан (3) - Тајланд (57) - Танзанија (4) - Того (4) - Тонга (12) - Тринидад и Тобаго (14) - Тунис (38) - Турска (56) - Туркмeнистан (10) - Тувалу (1) - Уганда (5) - Украјина (55) - Уједињени Арапски Емирати (8) - Сједињене Америчке Државе (86) - Уругвај (26) - Узбекистан (37) - Вануату (21) - Венецуела (53) - Вијетнам (13) - Америчка Девичанска Острва (4) - Јемен (3) - Замбија (14) - Зимбабве (15) |

## Календар
Распоред Летњих олимпијских игара младих 2018. објављен је 9. маја 2018. године, тачно 150 дана пре почетка игара на званичном сајту.
| ● | Церемонија отварања | ● | Догађај | ● | Финале | ● | Церемонија затварања |

| Октобар          | 6. Суб | 7. Нед. | 8. Пон. | 9. Уто. | 10. Сре. | 11. Чет. | 12. Пет. | 13. Суб. | 14. Нед. | 15. Пон. | 16. Уто. | 17. Сре. | 18. Чет. | Бр. догађаја |
| ---------------- | ------ | ------- | ------- | ------- | -------- | -------- | -------- | -------- | -------- | -------- | -------- | -------- | -------- | ------------ |
| Церемоније       | ●      |         |         |         |          |          |          |          |          |          |          |          | ●        |              |
| Роњење           |        |         |         |         |          |          |          | 1        | 1        | 1        | 1        | 1        |          | 5            |
| Пливање          |        | 3       | 8       | 5       | 7        | 4        | 9        |          |          |          |          |          |          | 36           |
| Стреличарство    |        |         |         |         |          |          | ●        | ●        | 1        | ●        | 1        | 1        |          | 3            |
| Атлетика         |        |         |         |         |          | ●        | ●        | ●        | 9        | 16       | 11       |          |          | 36           |
| Бадминтон        |        | ●       | ●       | ●       | ●        | ●        | 3        |          |          |          |          |          |          | 3            |
| Кошарка          |        | ●       | ●       | ●       | ●        | ●        | ●        | ●        | ●        | 2        | ●        | 2        |          | 4            |
| Рукомет на плажи |        |         | ●       | ●       | ●        | ●        | ●        | 2        |          |          |          |          |          | 2            |
| Одбојка на плажи |        | ●       | ●       | ●       | ●        | ●        | ●        | ●        | ●        | ●        | ●        | 2        |          | 2            |
| Бокс             |        |         |         |         |          |          |          |          | ●        | ●        | ●        | 8        | 5        | 13           |
| Кану             |        |         |         |         |          |          | 2        | 2        |          | 2        | 2        |          |          | 8            |
| Бициклизам       |        | 1       |         |         | ●        | 1        |          | ●        | ●        | ●        | ●        | 2        |          | 4            |
| Брејкденс        |        | ●       | 2       |         | ●        | 1        |          |          |          |          |          |          |          | 3            |
| Јахање           |        |         | ●       | 1       |          |          | ●        | 1        |          |          |          |          |          | 2            |
| Мачевање         |        | 2       | 2       | 2       | 1        |          |          |          |          |          |          |          |          | 7            |
| Хокеј на трави   |        | ●       | ●       | ●       | ●        | ●        | ●        | ●        | 2        |          |          |          |          | 2            |
| Футсал           |        | ●       | ●       | ●       | ●        | ●        | ●        | ●        |          | ●        |          | 1        | 1        | 2            |
| Голф             |        |         |         | ●       | ●        | 2        |          | ●        | ●        | 1        |          |          |          | 3            |
| Гимнастика       |        | ●       | ●       | ●       | 1        | 1        | 1        | 4        | 4        | 5        | 1        |          |          | 17           |
| Џудо             |        | 3       | 3       | 2       | 1        |          |          |          |          |          |          |          |          | 9            |
| Карате           |        |         |         |         |          |          |          |          |          |          |          | 3        | 3        | 6            |
| Модерни петобој  |        |         |         |         |          |          | ●        | 1        | 1        | ●        | 1        |          |          | 3            |
| Трка ролерима    |        | ●       | 2       |         |          |          |          |          |          |          |          |          |          | 2            |
| Веслање          |        | ●       | ●       | 2       | 2        |          |          |          |          |          |          |          |          | 4            |
| Рагби седам      |        |         |         |         |          |          |          | ●        | ●        | 2        |          |          |          | 2            |
| Једрење          |        | ●       | ●       | ●       | ●        | ●        | 2        | 3        |          |          |          |          |          | 5            |
| Стрељаштво       |        | 1       | 1       | 1       | 1        | 1        | 1        |          |          |          |          |          |          | 6            |
| Спортско пењање  |        | ●       | ●       | 1       | 1        |          |          |          |          |          |          |          |          | 2            |
| Стони тенис      |        | ●       | ●       | ●       | 2        |          | ●        | ●        | ●        | 1        |          |          |          | 3            |
| Теквондо         |        | 2       | 2       | 2       | 2        | 2        |          |          |          |          |          |          |          | 10           |
| Тенис            |        | ●       | ●       | ●       | ●        | ●        | ●        | 2        | 3        |          |          |          |          | 5            |
| Триатлон         |        | 1       | 1       |         |          | 1        |          |          |          |          |          |          |          | 3            |
| Дизање тегова    |        | 2       | 2       | 2       |          | 2        | 2        | 2        |          |          |          |          |          | 12           |
| Рвање            |        |         |         |         |          |          | 5        | 5        | 5        |          |          |          |          | 15           |

## Маркетинг

### Лого
Званични лого Летњих олимпијских игара младих 2018. представљен је у јулу 2015. године, три године пре игара. Лого одражава разноликост Буенос Ајреса и инспирисан је живим бојама града, еклектичном културом, култном архитектуром и бројним четвртима које чине аргентинску престоницу. Свако слово представља познату знаменитост, укључујући Флоралис Генерика, Свемирски торањ, Театар Колон, Националну библиотеку и Обелиск. Кратак видео снимак који је направио Организациони комитет Олимпијских игара младих Буенос Ајреса показује на шта се свако слово на амблему односи.

### Слоган
Слоган ових Игара „Осети будућност (Feel the Future)“ откривен је 8. априла 2018. године.

### Маскота
Олимпијска маскота ових игара откривена је 29. маја 2018. Маскота је млади Јагуар, њено име „Панди“ је комбинација научног назива врсте (Panthera onca) и односа маскоте са „дигиталним светом“. Председник Организационог одбора Буенос Ајреса 2018, Герардо Вертајн, рекао је да маскота „настоји да инспирише младе људе на трансформативну моћ олимпизма и спорта“.
Маскоту је креирала аргентинска агенција Human Full Agency у режији Пета Риверо. Кратки анимирани филм урадила је локална продукцијска кућа Буда.

### Званична песма
Званична песма Буенос Ајреса 2018 је "Alive", коју изводе Канделарија Молфезе и Фернандо Денте у продукцији Радија Дизни. Назив песме на шпанском је „Vamos juntos“ („Идемо заједно“), што је такође био назив владајуће коалиције за парламентарне изборе у Буенос Ајресу 2017.